# Onigawara

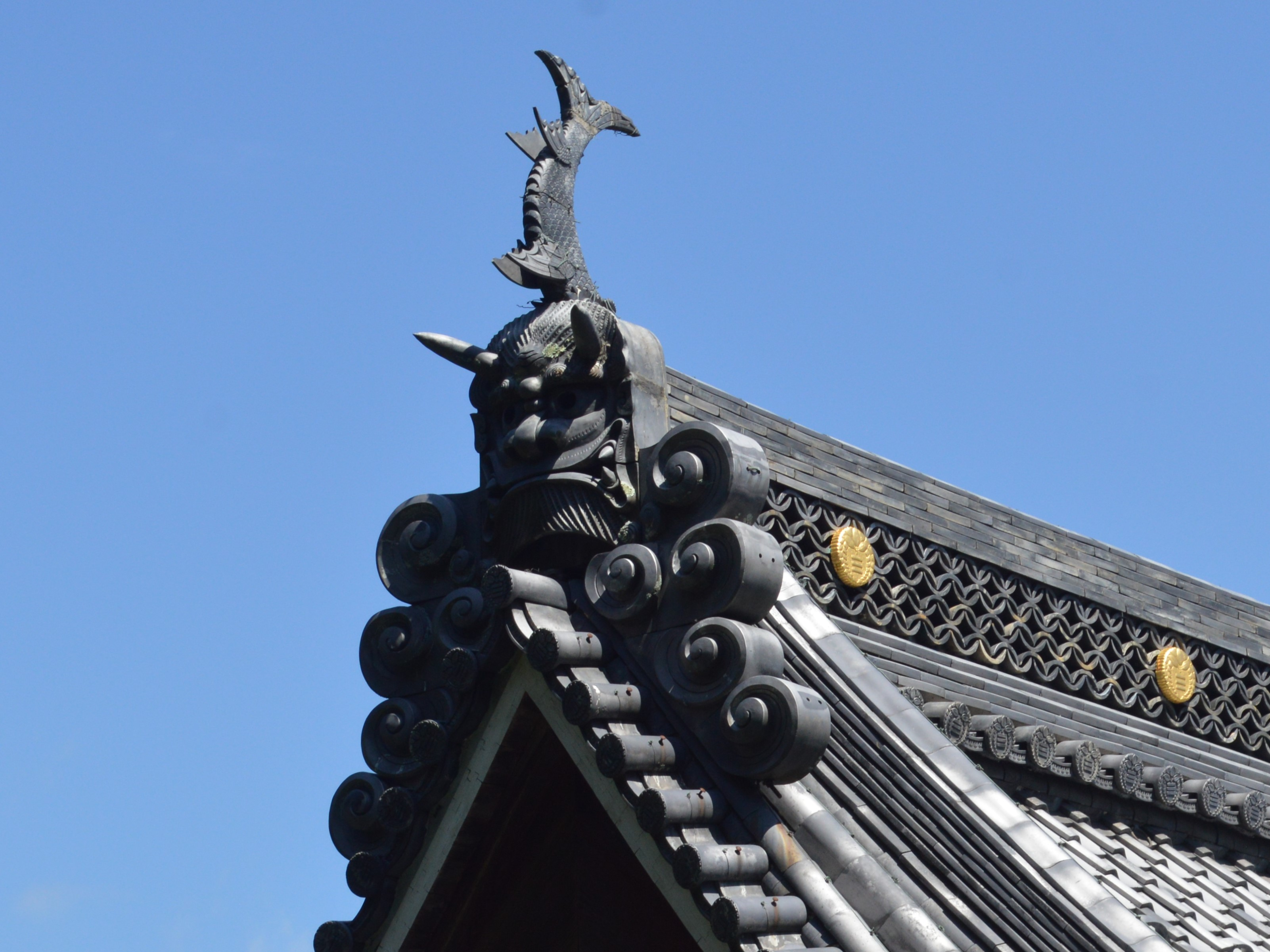
Onigawara.

L'onigawara (鬼瓦, « tuile oni ») est un type d'ornementation des toits que l'on trouve dans l'architecture japonaise. Il s'agit généralement d'une tuile ou de statues représentant un oni ou une bête effrayante.

## Histoire
Avant l'époque de Heian, de semblables ornements agrémentés de motifs floraux ou de plantes (hanagawara) précèdent les onigawara. Le motif actuel semble provenir d'un élément architectural précédent, l'oni-ita, une planche peinte avec le visage d'un oni, destinée à arrêter les fuites de toit.
Durant l'époque de Nara, la tuile est décorée d'autres motifs mais acquiert ultérieurement une figure caractéristique d'ogre et devient résolument tridimensionnelle.
Les onigawara se trouvent le plus souvent sur les temples bouddhistes japonais. Malgré le nom de la tuile, le visage de l'ogre peut ne pas être représenté.

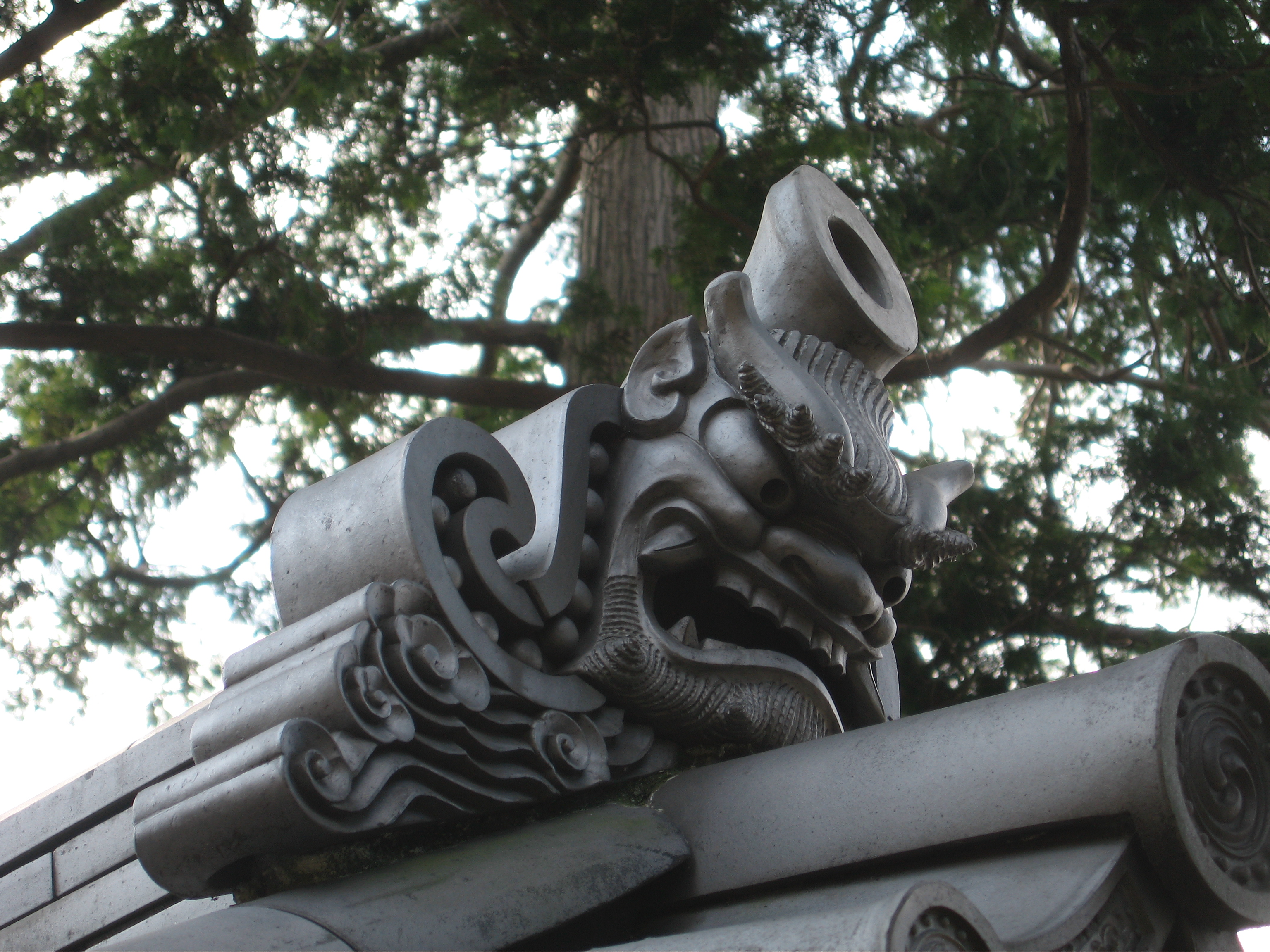
Onigawara.
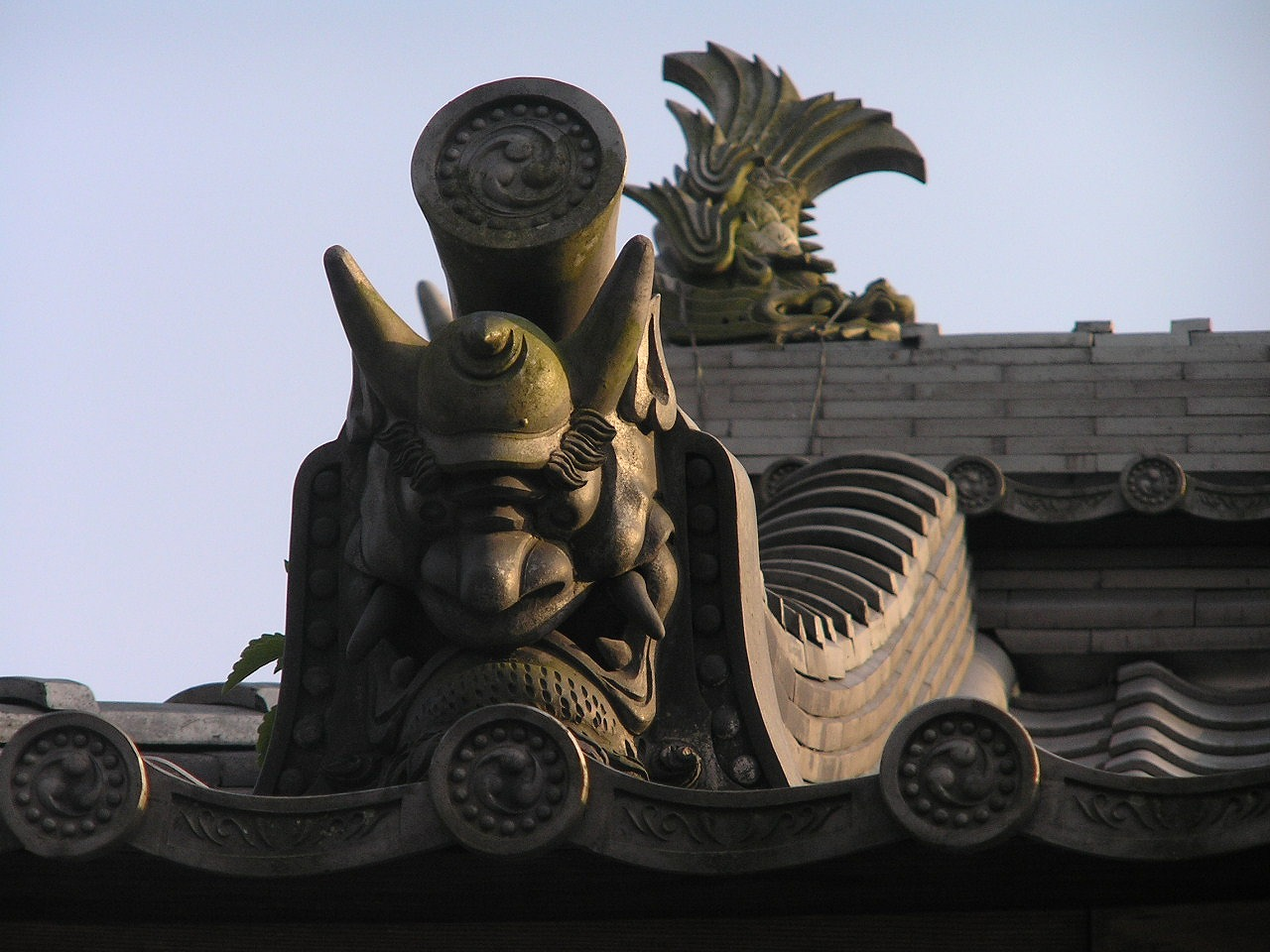
Onigawara au Jōdo-ji.
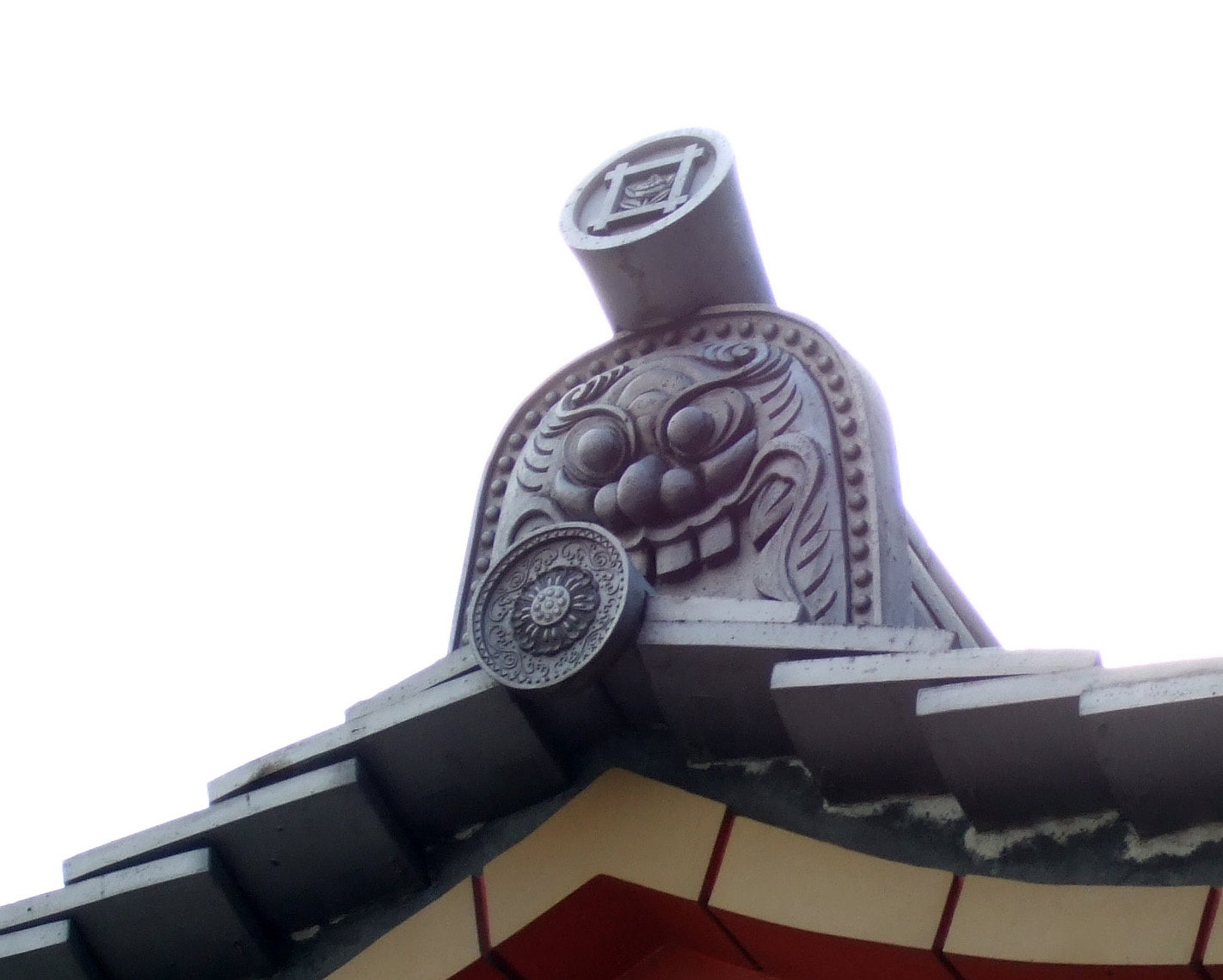
Onigawara au Zenkoku-ji.
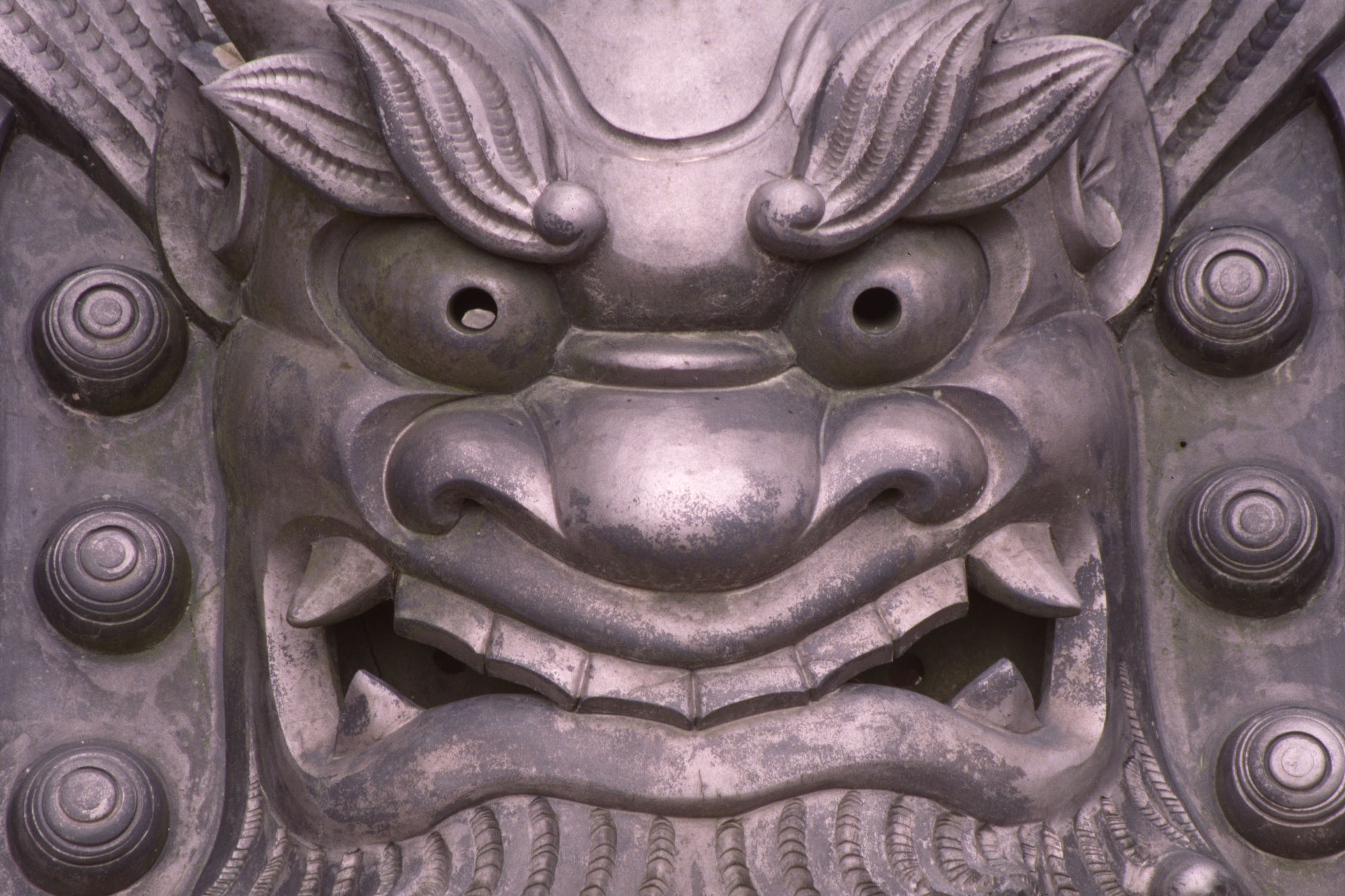
Onigawara.